# Koningin (Sneeuwwitje)
De Koningin, vaak aangeduid als de Boze Koningin, is een personage en de voornaamste antagonist in het klassieke sprookje van Sneeuwwitje. Ze is een zeer ijdele en jaloerse vrouw, die geobsedeerd is door macht en schoonheid. Daarnaast beschikt ze over magische krachten. De ontluikende schoonheid van haar eigen stiefdochter, de jonge prinses Sneeuwwitje, maakt haar razend. Ze besluit om Sneeuwwitje uit de weg te ruimen. 
Een belangrijk element in het verhaal is vanaf het begin de magische spiegel, die iedere dag opnieuw aan de Koningin vertelt of ze nog steeds de mooiste vrouw is (de catchphrase van de Koningin is: Spiegeltje, spiegeltje aan de wand, wie is de mooiste van het land?) . 
Het sprookje is vooral bekend geworden via de gebroeders Grimm (vermoedelijk is het echter al ouder). In de eerste uitgave van de Kinder- und Hausmärchen was het niet de boze stiefmoeder die al het kwaad aanrichtte, maar haar eigen moeder. Vergelijkbare verhalen komen ook voor in andere landen. Andere versies van de Koningin zijn verschenen in werken die gebaseerd zijn op het door de gebroeders Grimm vastgelegde sprookje. Het personage heeft zich mettertijd ontwikkeld tot een soort oermodel voor ongerelateerd fictief werk.

## Versie van de Gebroeders Grimm

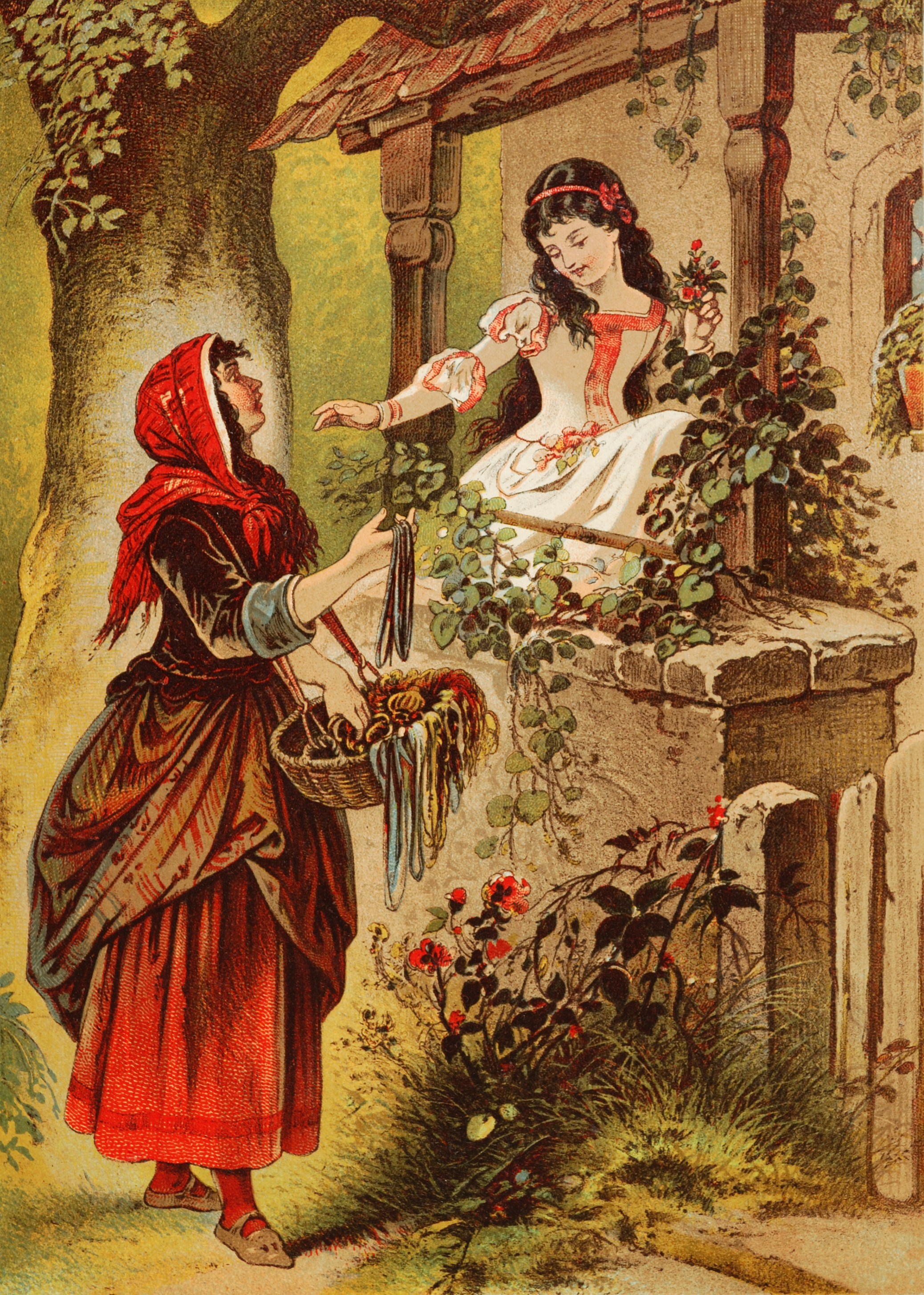
De Koningin verkoopt korsetkoorden, 19e eeuw

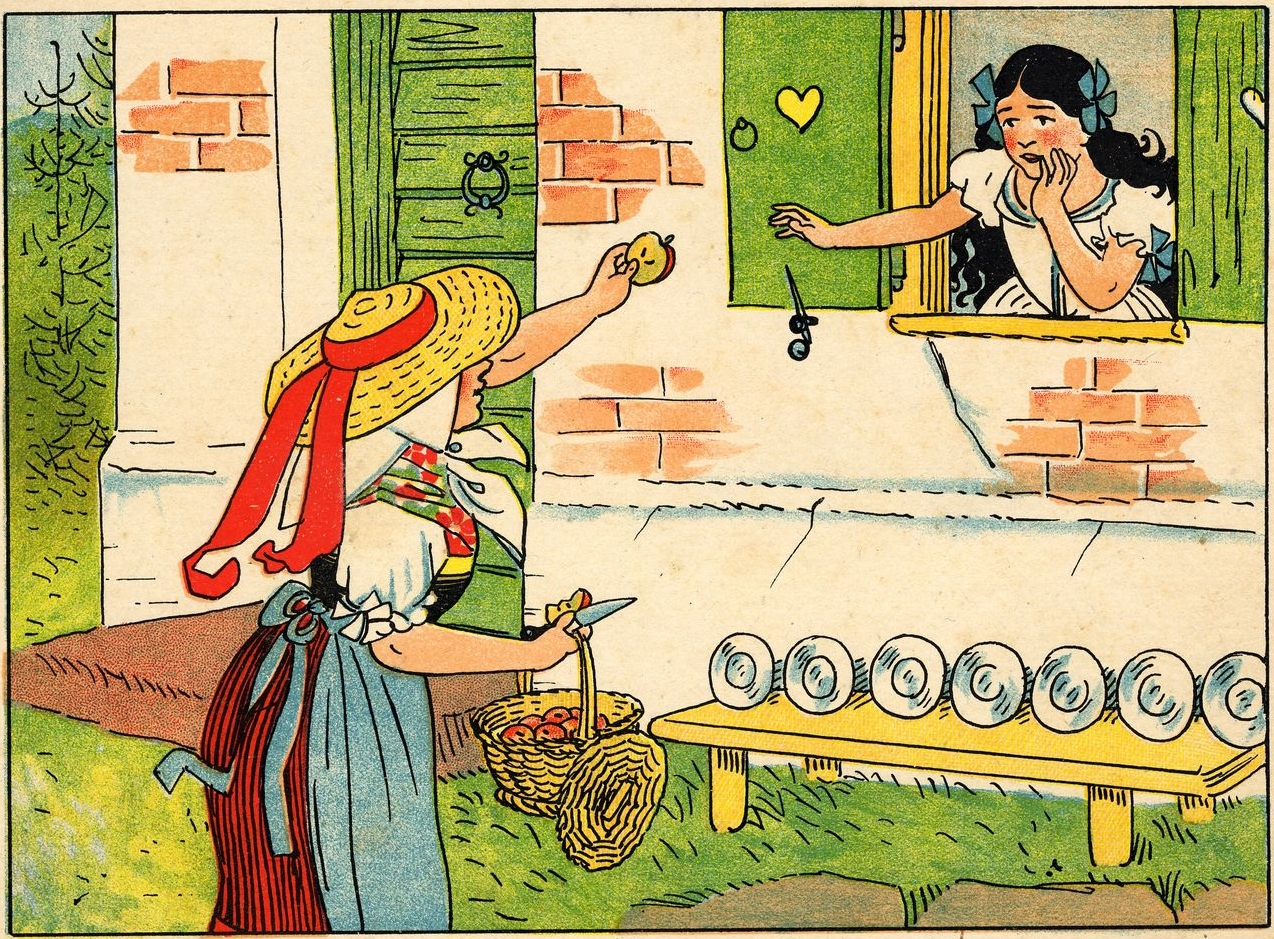
De Koningin verkoopt appels, Lothar Meggendorfer, ca. 1910

Nadat ze besloten heeft om Sneeuwwitje die haar nu in schoonheid overtreft om te brengen, geeft de Koningin aan haar hofjager opdracht om de prinses mee te nemen naar een plek diep in het bos en haar daar om te brengen. De Koningin vraagt de jager tevens Sneeuwwitjes longen en lever mee terug te nemen, als bewijs dat de prinses dood is. De jager wil Sneeuwwitje echter niet doden en hij smeekt haar om zo ver mogelijk weg van het paleis te vluchten. Hij neemt de longen en lever van een wild zwijn mee terug naar het paleis, waarna de Koningin deze organen opeet. Later komt de Koningin via haar magische spiegel achter het bedrog van de jager.
De Koningin vermomt zich nu als een oude koopvrouw. Ze bezoekt het huis van de zeven dwergen waar Sneeuwwitje nu woont en verkoopt haar een korsetkoord. Ze probeert Sneeuwwitje vervolgens daarmee te wurgen, maar dit mislukt. De Koningin probeert het opnieuw; vermomd als een andere vrouw probeert ze Sneeuwwitje deze keer te vergiftigen met een kam, wat wederom mislukt. De Koningin probeert het een derde keer, nu verkleed als een boerin. Ze weet Sneeuwwitje ertoe over te halen om een hap van de giftige appel te nemen, waarop Sneeuwwitje in een soort comateuze toestand belandt. Alleen met een wonder kan deze betovering weer verbroken worden. Uiteindelijk ontwaakt Sneeuwwitje weer doordat de appel uit haar keel schiet, nadat de dwergen de doodskist waar ze in ligt opgebaard laten vallen.
Tijdens de huwelijksceremonie van de prins en de geredde Sneeuwwitje moet de Koningin ook aanwezig zijn. Ze wordt gevangengenomen en als straf voor haar wandaden krijgt ze gloeiende ijzeren muilen aan. Ze moet hierin net zo lang dansen tot ze dood neervalt.

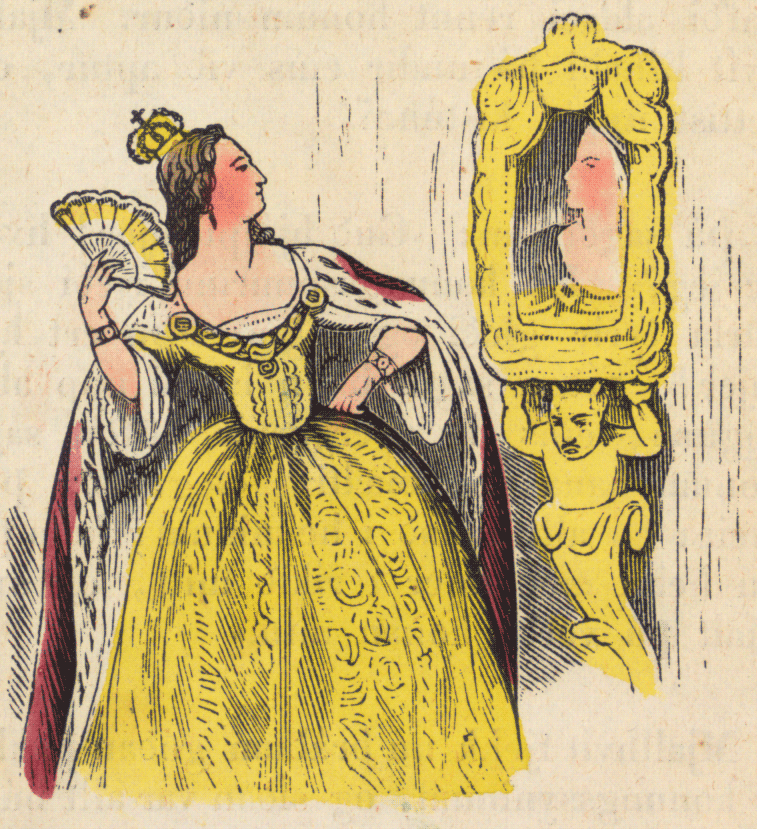
De Koningin kijkt in de magische spiegel, Mjallhvít, 1852
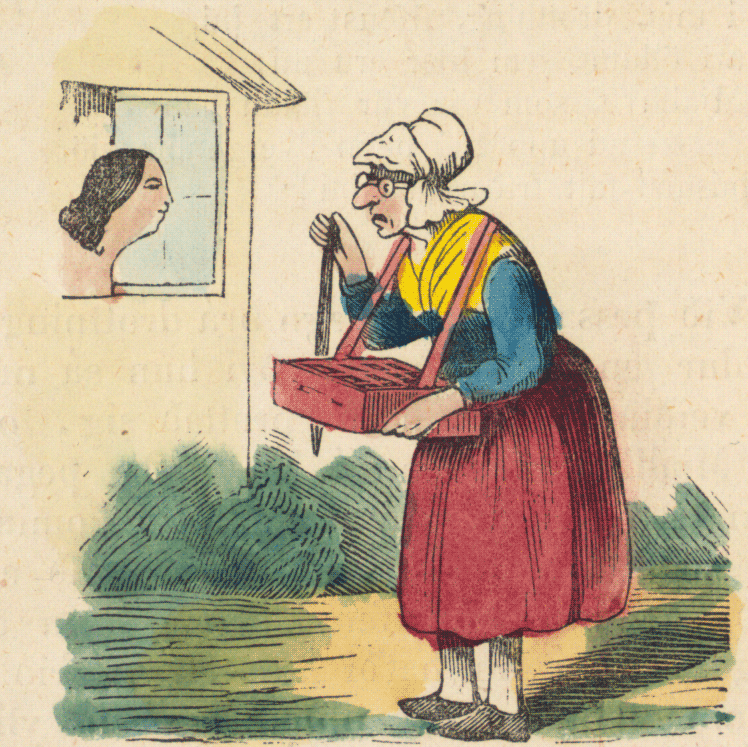
De Koningin verkoopt rijgkoorden, Mjallhvít, 1852
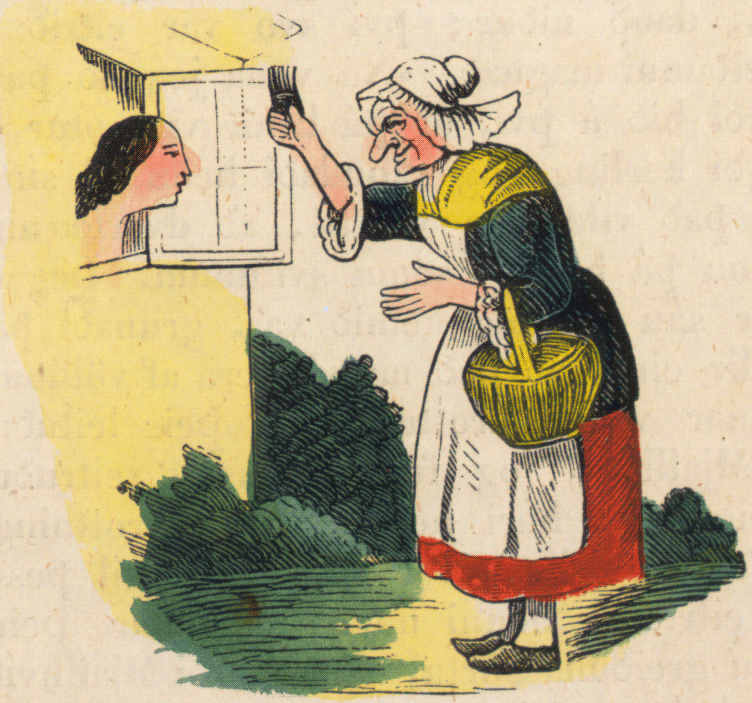
De Koningin verkoopt een giftige kam, Mjallhvít, 1852
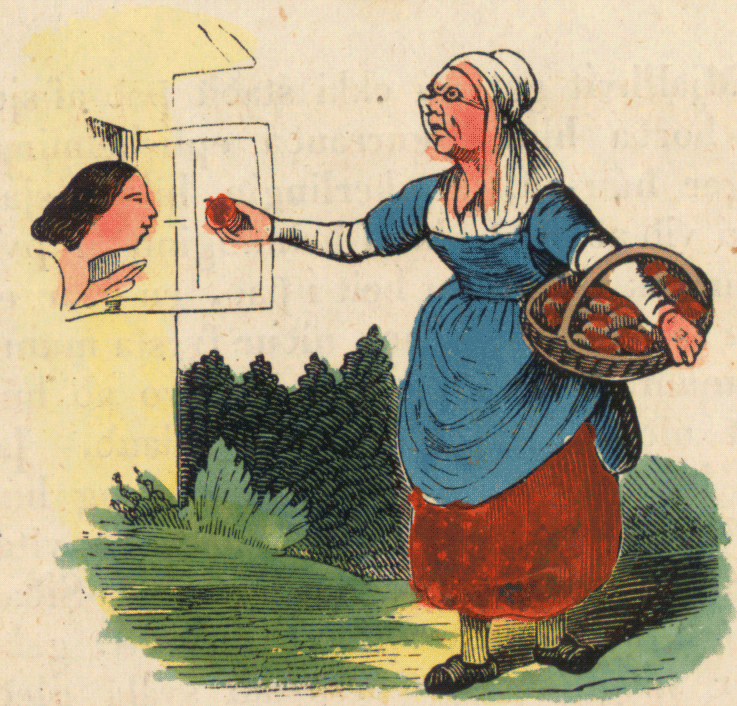
De Koningin verkoopt een giftige appel, Mjallhvít, 1852

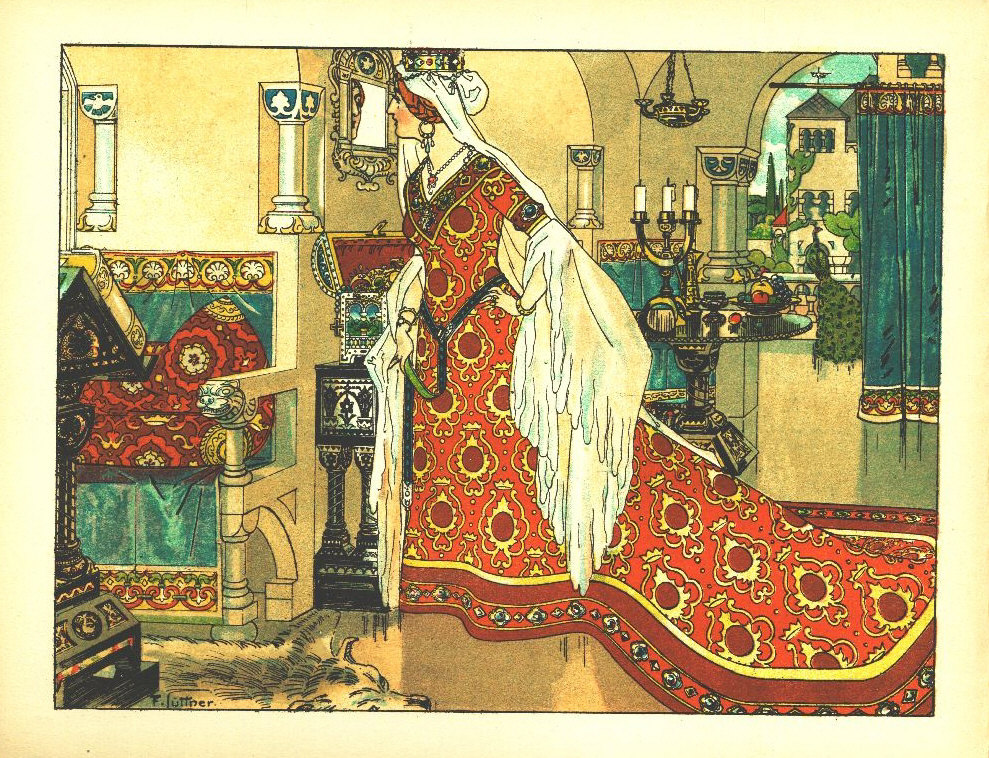
De Koningin kijkt in de spiegel, Sneewittchen, 1905
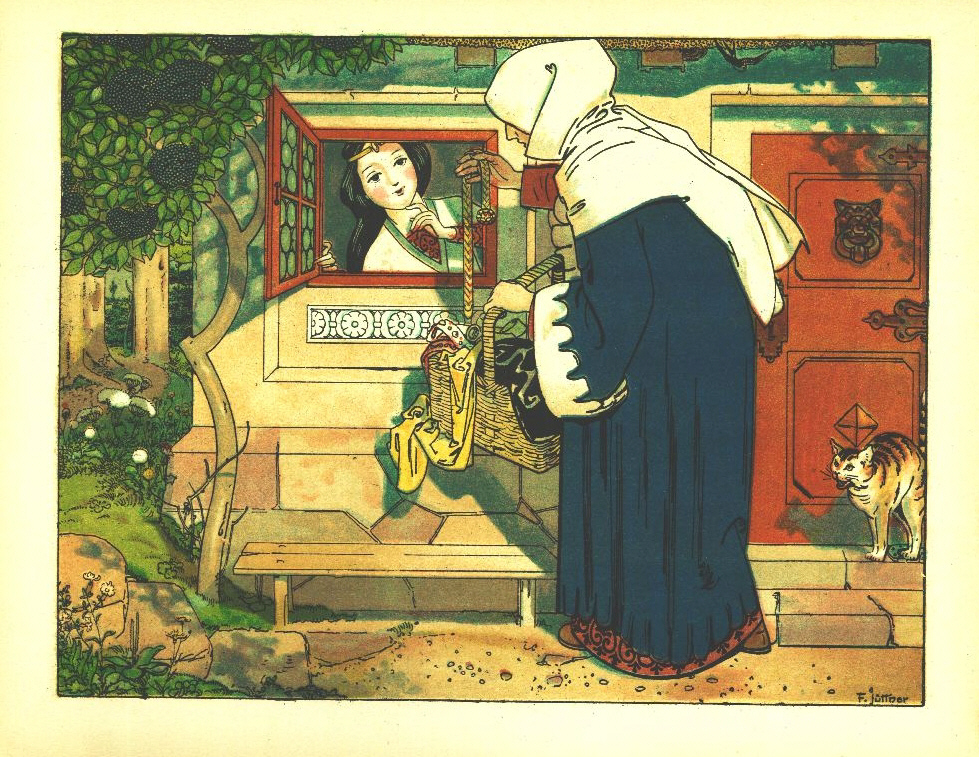
De Koningin verkoopt rijgkoorden, Sneewittchen, 1905
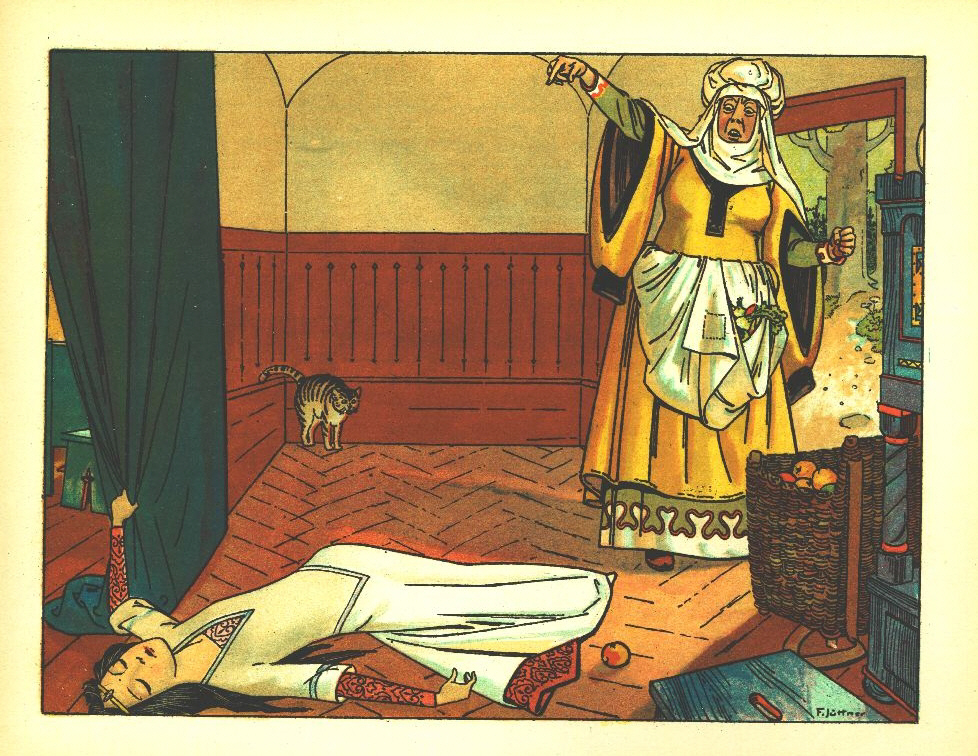
Sneeuwwitje heeft van de giftige appel gegeten, Sneewittchen, 1905
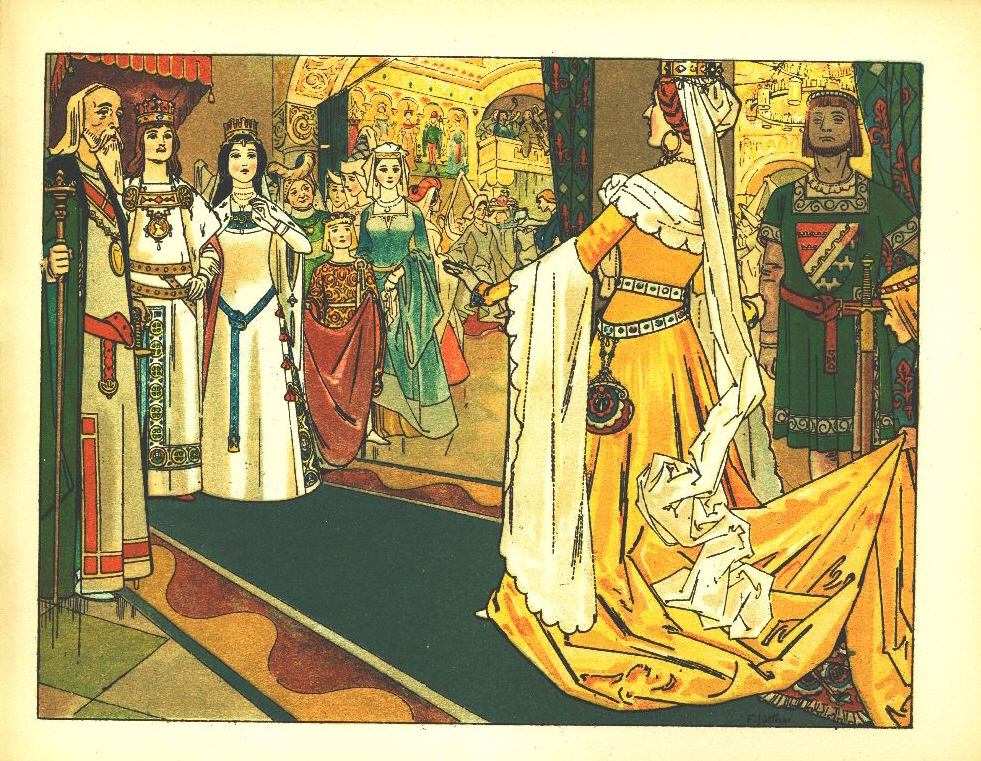
De Koningin komt op het huwelijk van Sneeuwwitje en de prins, Sneewittchen, 1905

## Disney-verfilming (1937)

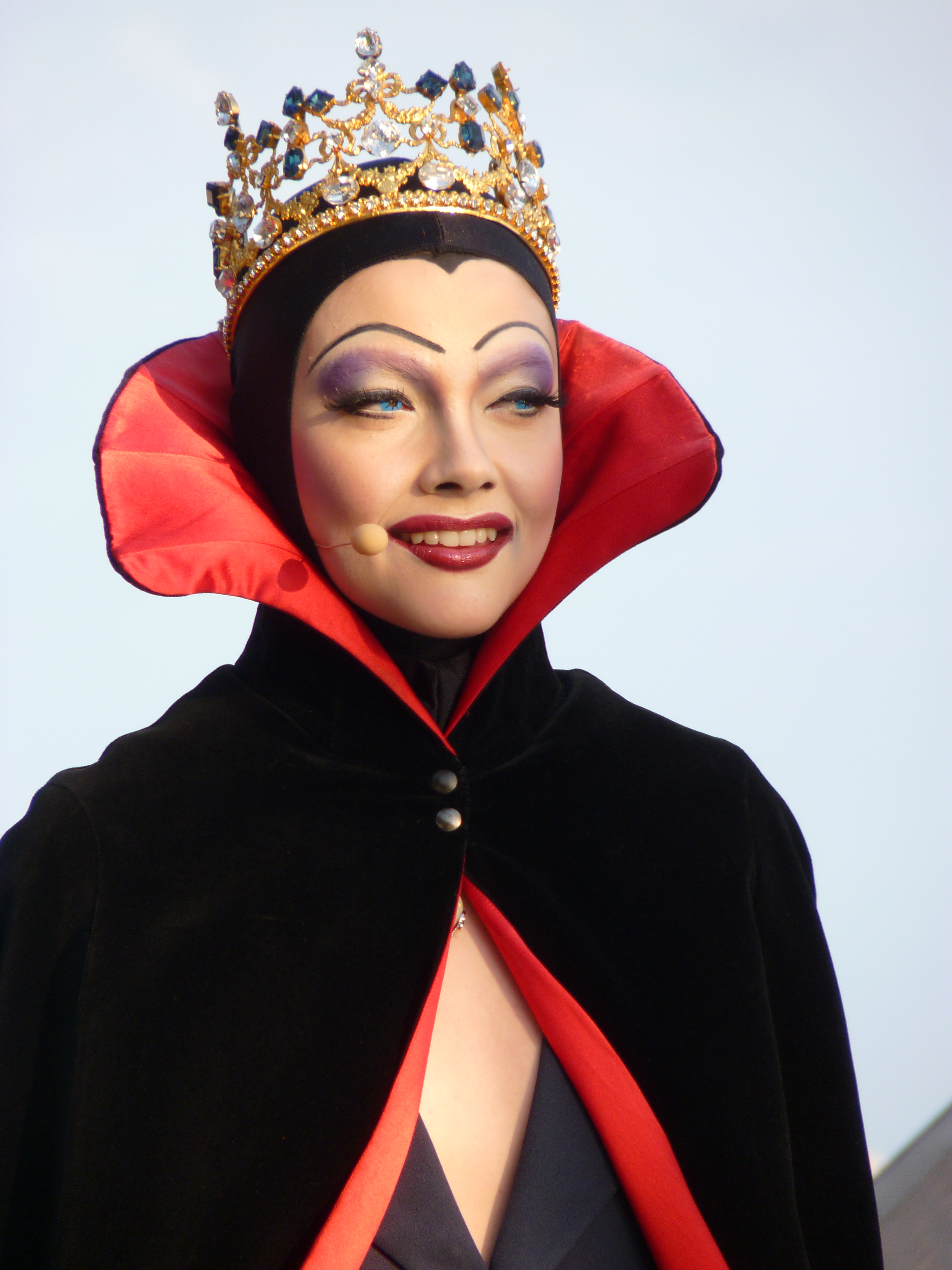
Solweig Rediger-Lizlow als de Koningin uit Sneeuwwitje en de zeven dwergen

Aan het begin van Walt Disneys Snow White and the Seven Dwarfs uit 1937 (tevens was dit de allereerste lange animatiefilm van The Walt Disney Company) laat de Koningin (Evil Queen) de jonge Sneeuwwitje al het vuile werk in het huishouden opknappen. Uit wrok en afgunst omdat Sneeuwwitje desondanks mooier wordt dan zijzelf, geeft de koningin aan haar hofjager het bevel om Sneeuwwitje te vermoorden. De jager kan dit niet over zijn hart verkrijgen. Om de koningin te misleiden, geeft hij haar het hart van een varken.
Door haar magische spiegel ontdekt de koningin later het bedrog van de jager en tevens de locatie van Sneeuwwitje. Ze neemt met behulp van een toverdrank de gedaante aan van een oude koopvrouw. Ook maakt ze een giftige appel: degene die hiervan eet zal in een diepe, schijndode slaap belanden, die alleen door middel van een liefdeskus kan worden doorbroken. Ze zoekt in haar vermomming Sneeuwwitje op in het huisje van de zeven dwergen. Ze zet Sneeuwwitje ertoe aan om een hap van de appel te nemen, onder voorwendsel dat daarmee Sneeuwwitjes diepste wens (namelijk dat ze met de prins zal worden herenigd) in vervulling zal gaan. Het volgende moment zijn de dwergen ter plekke. Ze achtervolgen de koningin tot aan de rand van een steile klif, waarna de koningin in de diepte stort.
In deze film blijkt ook dat de koningin onder haar kasteel een kerker heeft, waar al veel gevangenen van honger en dorst zijn gecrepeerd. Ook heeft ze in haar ondergrondse vertrek een zwarte raaf als gezelschap.
Het personage van de koningin had in de Disney-verfilming oorspronkelijk geen eigen naam, later heeft ze hier alsnog de naam (Queen) Grimhilde gekregen.
Dit verhaal werd in grote lijnen ook gebruikt voor de Disney live-action remake Snow White.

## Snow White and the Huntsman
In Snow White and the Huntsman, een film uit 2012 van Rupert Sanders, komt de Koningin in het land van koning Magnus aan vlak nadat zijn vrouw is overleden. Ze was de gevangene van een glazen leger en de koning bevrijdt haar en trouwt de volgende dag al met deze vrouw. In de huwelijksnacht doodt de Koningin haar man en laat Sneeuwwitje opsluiten in de toren. Ze heeft al meerdere koninkrijken verwoest in het verleden en al acht levens geleid.
In het verhaal wordt verteld hoe de Koningin als jong meisje haar eigen moeder verloor. De moeder sprak een toverspreuk uit en liet haar dochter een toverdrank met drie druppels van haar eigen bloed drinken, waardoor haar schoonheid haar kracht werd. Deze betovering kan alleen ongedaan worden gemaakt door het zuiverste bloed, waardoor hij ook veroorzaakt is. Het jonge meisje wordt bij haar moeder weggehaald door mannen te paard. Ze werd door een koning als vrouw genomen, ze verving zijn vrouw die al wat ouder was geworden. Ook zij zou vervangen worden door een jongere vrouw en daarom haat ze mannen en wil ze eeuwig jong en mooi blijven. Deze jeugd en schoonheid krijgt ze van jonge vrouwen, die door de betovering snel oud en lelijk worden. De koningin heeft echter vaak nieuwe vrouwen nodig om haar jeugdigheid te blijven houden. Vaak worden deze vrouwen aangeleverd door haar broer.
De toverspiegel vertelt op een dag dat Sneeuwwitje mooier is dan de koningin en de leeftijd heeft bereikt dat ze de Koningin eeuwige jeugd kan bezorgen door haar onschuldige hart, maar ook de ondergang van de koningin kan betekenen. Sneeuwwitje weet echter te ontsnappen uit de toren en vlucht naar het Donkere Bos, waar de Koningin geen macht heeft. De Koningin stuurt een jager, haar broer en een leger achter het meisje aan. De jager besluit echter Sneeuwwitje te helpen en de broer van de Koningin wordt later gedood. De Koningin neemt dan de vorm aan van een vriend van Sneeuwwitje en in het Donkere Bos haalt 'hij' met Sneeuwwitje herinneringen op aan hun jeugd. De Koningin geeft Sneeuwwitje een appel en als Sneeuwwitje hier een hap van neemt, valt ze neer. De echte William en de jager kunnen voorkomen dat de Koningin het hart van Sneeuwwitje te pakken krijgt. Sneeuwwitje wordt zonder tekenen van leven naar de hertog gebracht. Sneeuwwitje komt weer bij door een kus van de jager en weet het leger en de hertog te overtuigen naar het kasteel te rijden om de strijd aan te gaan. Sneeuwwitje weet de Koningin te doden in een gevecht in het kasteel, waarna ze zelf koningin wordt.

## Grimm's Snow White

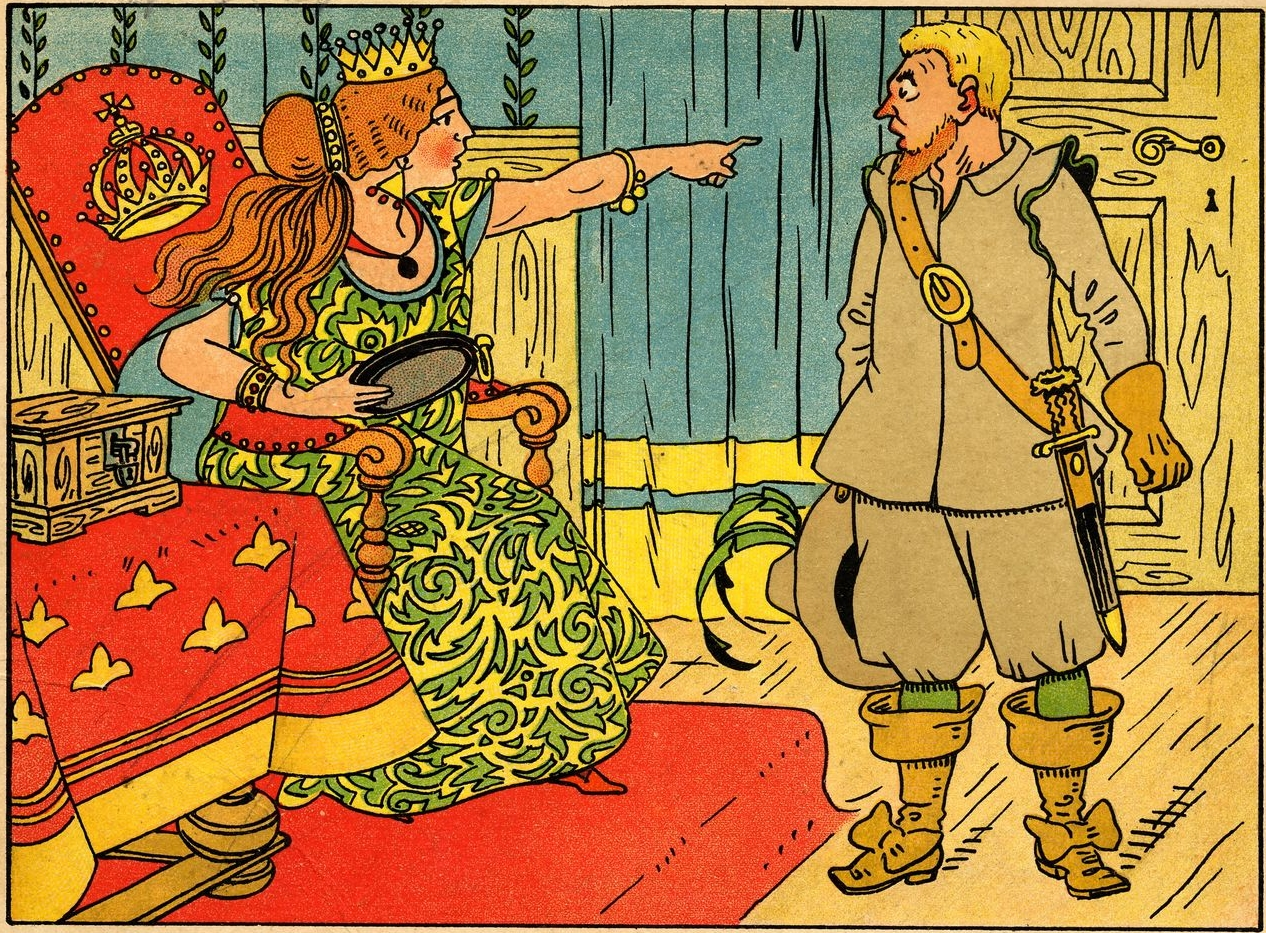
De Koningin geeft de jager opdracht om Sneeuwwitje te vermoorden, 1910

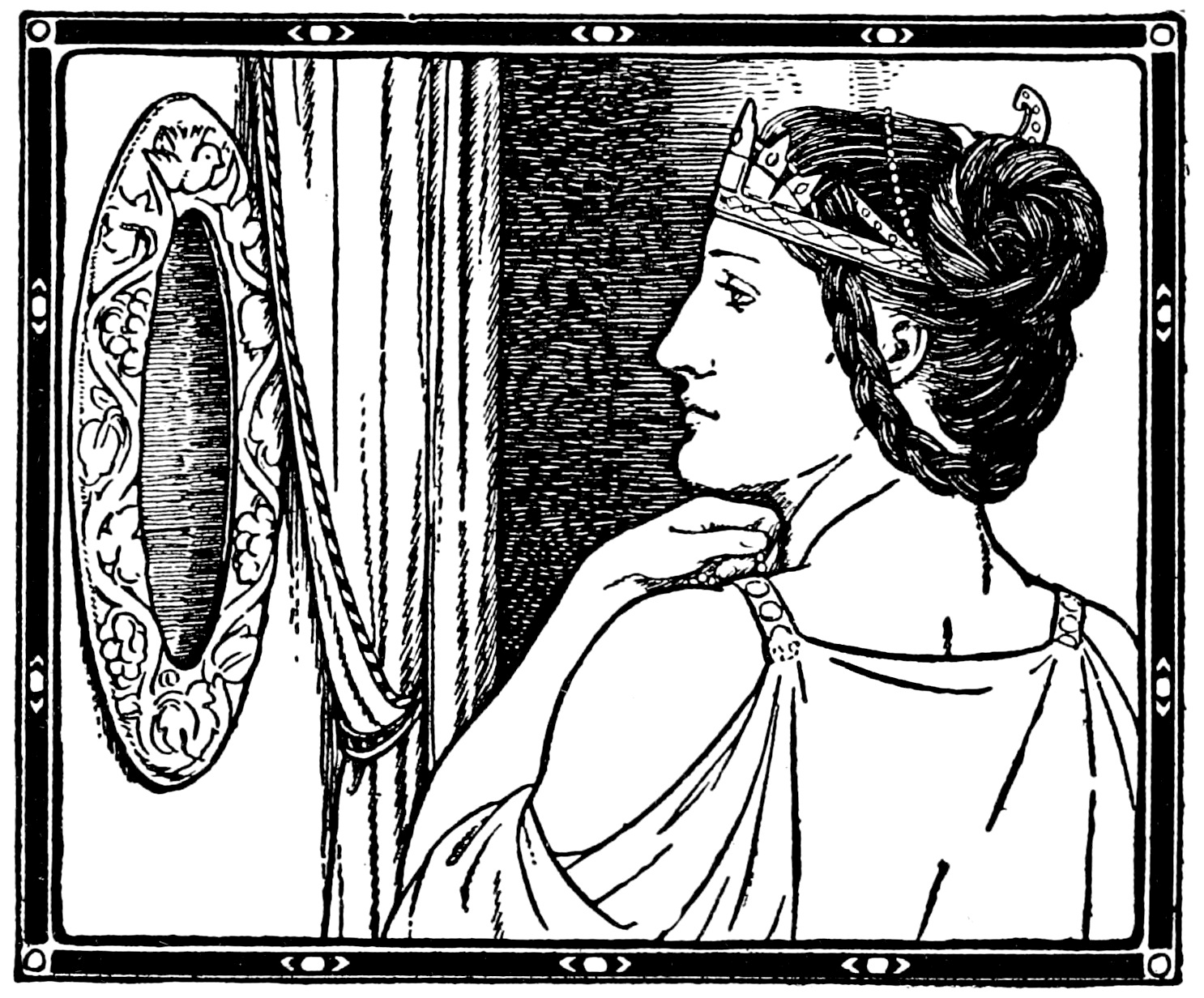
De Koningin kijkt in de magische spiegel, Europa's fairy book, 1916

Sneeuwwitje keert terug naar het kasteel nadat haar vader in het bos is gedood door een monster. Ze heeft, sinds ze een klein meisje was, altijd in een klooster gewoond. Prins Alexander, van een naburig koninkrijk, komt ook naar het kasteel om de koningin ten huwelijk te vragen. Koningin Gwendolyn vertelt dat ze hier nog niet over wil nadenken zo kort na de dood van haar man, maar nodigt de prins uit om in het kasteel te blijven om de zaken later te bespreken. Als de prins Sneeuwwitje ziet, wordt hij op slag verliefd. Sneeuwwitje vertelt dat ze nog geen non is geworden en de prins geeft haar zijn ring. De koningin hoort dit en vertelt Sneeuwwitje dat het de wens van haar vader was dat ze in het klooster zou treden. Sneeuwwitje wil de wens van haar vader respecteren en wordt door twee mannen van de koningin begeleid door het bos op weg terug naar het klooster. De mannen vallen haar aan, waarna ze neervalt. De ring van de prins wordt van haar vinger genomen, maar op dat moment worden de mannen aangevallen door het monster. Een van de mannen weet te ontkomen en neemt het hart van de andere man mee naar de koningin. Sneeuwwitje overleeft de aanval en wordt door elfen verzorgd in een hut in het bos.
De koningin gooit het hart bij monsterachtige honden en deze verscheuren het. Ze vertelt de prins dat Sneeuwwitje is omgekomen en de prins is ontroostbaar. De koningin heeft enkele amuletten van elfen in haar bezit en heeft ook nu een elf, Isabella, in haar macht. Ze is echter op zoek naar de bron van deze kracht, een vlam die te vinden zou zijn in het bos van het naburig koninkrijk. De moeder van Sneeuwwitje heeft dit oeroude verhaal al verteld toen Sneeuwwitje nog erg jong was. De koningin hoort van de toverspiegel dat Sneeuwwitje nog leeft en laat de man die het hart naar haar bracht bij zich komen. Op weg naar het kasteel geeft deze man zijn zoon de opdracht om te vluchten en geeft hem een ring mee. Hij vertelt hem nog dat hij niemand heeft gedood, alhoewel de koningin hem wel deze opdracht had gegeven. De man wordt gemarteld, waarna hij vertelt dat een groen licht hem verblindde toen hij Sneeuwwitje wilde doden. De koningin laat de man in het hok van de monsterachtige honden gooien en stuurt haar mannen naar het bos om Sneeuwwitje te zoeken.
De koningin laat de monsterachtige honden los als ze hoort dat de zoektocht niks heeft opgeleverd. De prins ziet Sneeuwwitje in het bos als ze wordt aangevallen door de monsterachtige honden van de koningin. Hij weet de honden af te leiden, maar is dan zelf het doelwit. De honden rennen weg en dan verschijnt het monster. Sneeuwwitje en een elf weten te ontkomen en de prins kan het monster doden. Hij gaat op zoek naar Sneeuwwitje, maar de elfen verstoppen haar. Sneeuwwitje vertelt later dat de prins te vertrouwen is en onthult haar ware identiteit. Samen met een elf gaat ze naar het kasteel om de prins te waarschuwen. De koningin hoort van een van haar mannen dat de prins Sneeuwwitje heeft gezien met een elf en gaat meteen naar de prins, ze is Sneeuwwitje voor en de elf wordt gevangengenomen. Sneeuwwitje kan ontkomen, maar haar verblijfplaats wordt onthuld als de koningin de gevangengenomen elf hypnotiseert.
De koningin laat zich betoveren door Isabella en krijgt het uiterlijk van een oude vrouw. Ze laat een gif mengen en doopt hier een ring in, deze ring krijgt het uiterlijk van de ring van de prins. Sneeuwwitje gaat met enkele elfen naar de markt en wil Isabella om hulp vragen, maar Isabella is trouw aan de koningin en Sneeuwwitje wordt aangesproken door de oude vrouw die ringen verkoopt. Als deze vrouw de ring om haar vinger schuift, valt Sneeuwwitje levenloos neer. De prins ziet een man met zijn ring en hoort van een man dat zijn vader deze aan hem heeft gegeven. Zijn vader vertelde ook dat hij niemand heeft gedood, maar wel deze opdracht had gekregen van de koningin. De prins gaat naar het bos en ziet de elfen bij een brandstapel. De prins ziet Sneeuwwitje en neemt de ring van haar vinger en doet zijn eigen ring om, waarna Sneeuwwitje ontwaakt.
De dienaar van de prins biedt aan om hulp te vragen aan de verschillende steden en de prins gaat naar het kasteel, omdat hij een afspraak heeft met de koningin. De dienaar van de prins heeft haar alles al verteld en de prins wordt in de kerker gesmeten. De elf waarschuwt de prins om niet in de ogen van de koningin te kijken, maar de prins wordt toch gehypnotiseerd en kust met de koningin. Isabella waarschuwt Sneeuwwitje en de elfen dat de prins onder invloed is gekomen van de koningin. Ook heeft de koningin een leger opgesteld en gaat op zoek naar de vlam. Sneeuwwitje en de elfen vechten tegen het leger en de monsterachtige honden van de koningin. Ook de donkere elfen komen opdagen en helpen hun soortgenoten. De prins heeft de koningin voor de gek gehouden in de kerker en heeft de sleutels bemachtigd tijdens de kus. De prins laat alle gevangenen vrij en samen met de elfen vechten ze tegen het leger van de koningin. De koningin wint het gevecht en laat de priester komen om het huwelijk te sluiten tussen haar en de gewonde prins. Tijdens de plechtigheid kan Sneeuwwitje het hoofd van de koningin afhakken met een zwaard en de elfen helen de wonden van de prins met behulp van hum amuletten.

## Andere versies
In een Schotse versie van het verhaal neemt een pratende forel de plaats in van de magische spiegel, de koningin is de echte moeder van Sneeuwwitje en de jager is haar vader. Het verhaal vertelt niet hoe het afloopt met de koningin.
In een Italiaanse versie van het verhaal probeert de koningin Sneeuwwitje te doden met een giftige kam, een besmette cake en een verstikkende vlecht. De koningin wil de ingewanden van de prinses en haar bebloede kleding als bewijs van de jager. In een Spaanse versie wil de koningin een fles met bloed en een teen als bewijs van de jager. Er is een Franse versie waarin een giftige tomaat voorkomt.
In moderne herzieningen van het sprookje wordt vaak het einde aangepast. In sommige verhalen sterft de koningin niet, maar wordt alleen verhinderd nog meer wandaden te plegen. Wat ook voorkomt: de koningin valt direct dood op de bruiloft of voor haar spiegel, ze sterft doordat haar eigen betovering mislukt, ze wordt op magische wijze meegezogen in haar spiegel, ze wordt verbannen of vlucht naar het bos of moeras, waarna ze nooit meer gezien wordt.
Op het einde van de Snow White aflevering van Faerie Tale Theatre wordt de koningin gestraft met een spreuk die haar verhindert ooit weer haar reflectie te zien, dit zorgt voor krankzinnigheid.
In Snow White and the Seven Dwarfs (1912) is Queen Brangomar jaloers op prins Florimonds liefde voor Sneeuwwitje. Brangomar roept een heks op. Op het einde vergeeft Sneeuwwitje de koningin en, ondanks bezwaren van de jager (Berthold) die Brangomar dood wil, laat ze haar ongedeerd weggaan.

## Mogelijke inspiratie

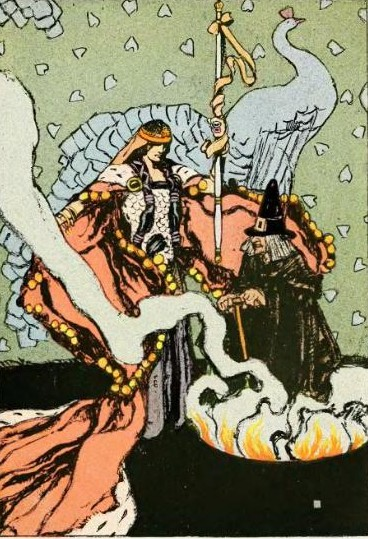
Illustratie bij Snow White and the Seven Dwarfs, 1913

Maria Sophia Margaretha Catherina von Ertha wordt door Karlheinz Bartels als inspiratie gezien.
Ceridwen uit de Keltische mythologie wordt door Kenny Klein aangewezen als mogelijke inspiratie voor de Koningin. Ceridwen is de moeder van een lelijke zoon Morfran, en een mooie dochter Creirwy. Ze brouwt een toverdrank en de drie eerste druppels zullen wijsheid schenken aan haar zoon, maar de toverdrank heeft een jaar nodig om zijn kracht te krijgen. De koningin laat Gwion Bach roeren, maar per ongeluk krijgt hij drie druppels binnen. Bang geworden, vlucht Gwion Bach voor Ceridwen. Ceridwen volgt hem en beiden maken gebruik van metamorfoses, maar Ceridwen weet Gwion Bach toch te pakken te krijgen en eet hem op. Ze blijkt zwanger en weet dat dit Gwion Bach is, ze besluit de baby te doden als deze geboren wordt. De baby is echter zo mooi, dat Ceridwen de baby niet kan doden. Ze gooit de baby in de zee, maar de baby wordt gered en groeit op als Taliesin.

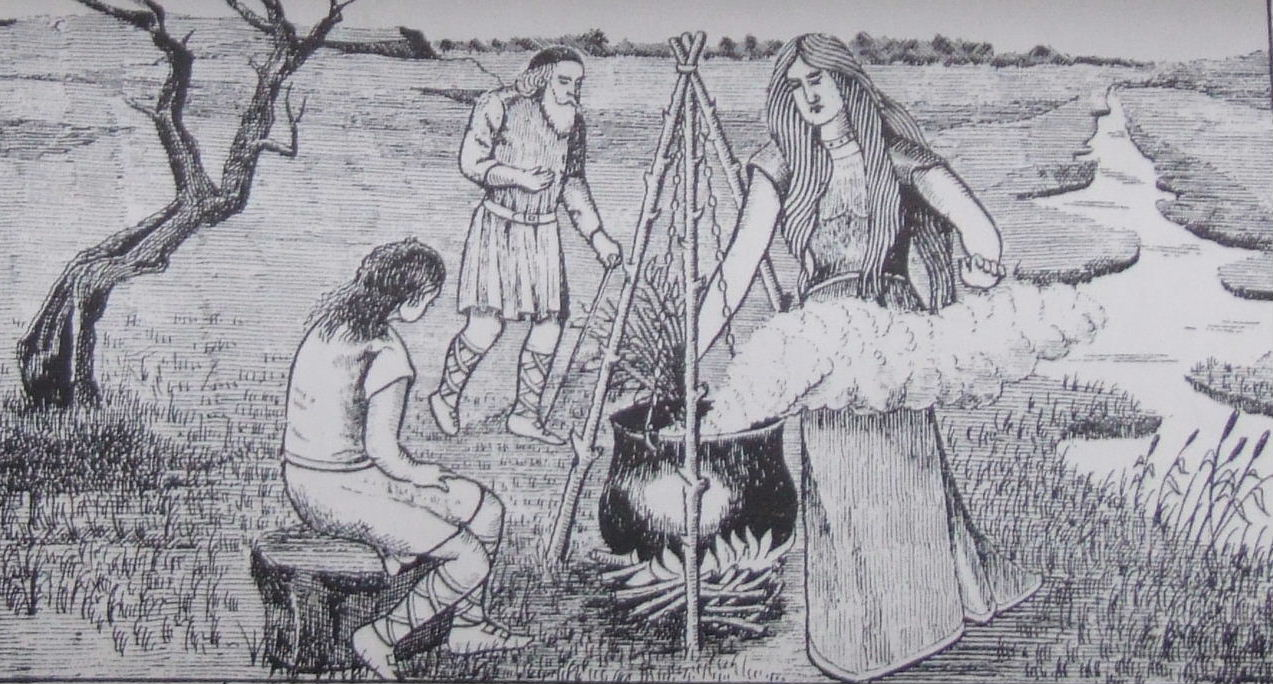
Ceridwen uit de Y Mabinogion, 1901

Rosemary Ellen Guiley ziet een overeenkomst met de appel die Adam en Eva van de boom van kennis aten en Robert G. Brown ziet in de Koningin een vorm van het archetype van Lilith. Appels worden vaker in verband gebracht met toverkunst, zoals bij Morgana en haar Avalon (het eiland van de appels).